# موزه ملی راه‌آهن (بریتانیا)

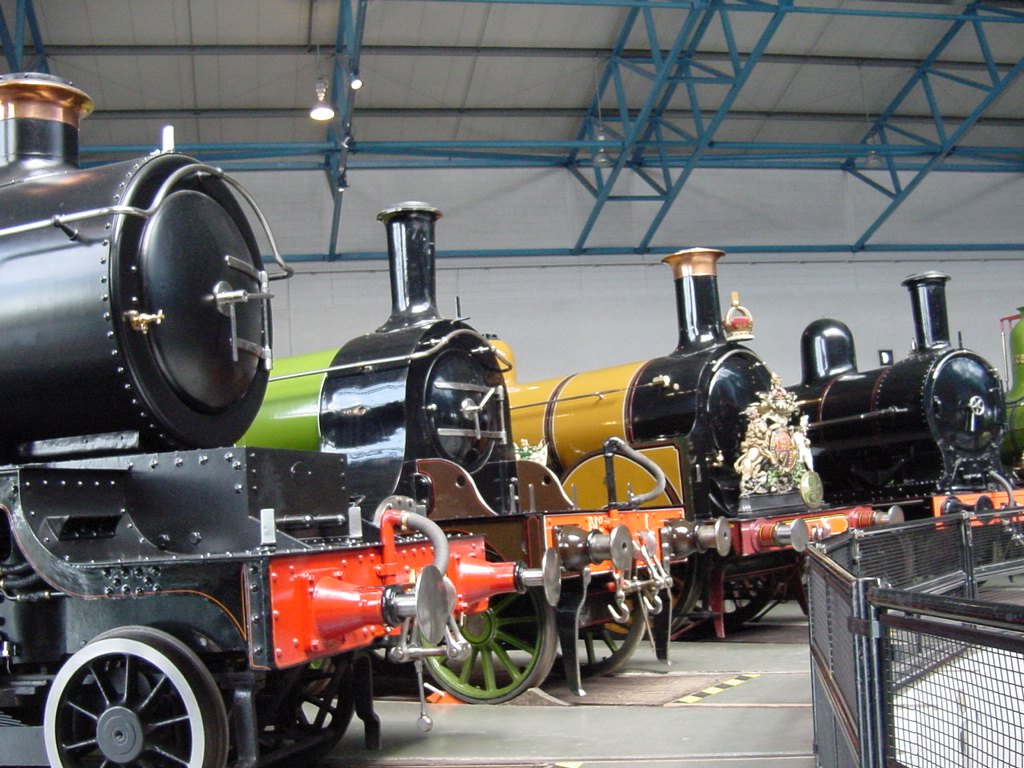
لوکوموتیوها به‌دور صفحه گَردان در تالار اصلی موزه چیده شده‌اند.

موزهٔ ملی راه‌آهن در یورک انگلستان واقع شده‌است و بخشی از موزهٔ ملی علم و صنعت بریتانیا است.
این موزه در سال ۱۹۷۵ بنیاد شد. کلکسیون ملی راه‌آهن بریتانیای کبیر در حدود ۲۸۰ وسیله نقلیه ریلی در دست دارد که بیش از صد دستگاه از آن‌ها در یورک نگهداری می‌شود. بخشی از این کلکسیون مرتباً برای نمایش به موزه‌های دیگر راه‌آهن منتقل می‌شوند.